# Аленкур-ла-Кот
Аленку́р-ла-Кот (фр. Alaincourt-la-Côte) — коммуна на северо-востоке Франции в регионе Гранд-Эст (бывший Эльзас — Шампань — Арденны — Лотарингия), департамент Мозель, округ Сарбур — Шато-Сален, кантон Сольнуа. До марта 2015 года коммуна административно входила в состав упразднённого кантона Дельм.

## Географическое положение
Аленкур-ла-Кот расположен в 28 км к юго-востоку от Меца. Соседние коммуны: Льокур и Жювиль на севере, Ксокур на северо-востоке, Пюзьё и Дельм на юго-востоке, Ольнуа-сюр-Сей и Летрикур на юго-западе, Тезе-Сен-Мартен на западе, Фовиль и Вюльмон на северо-западе.
Площадь коммуны — 4,17 км², население — 124 человека (2006) с тенденцией к росту: 132 человека (2014), плотность населения — 31,7 чел/км². Ранее входила в состав Лотарингии.

## История
- Бывший феод епископата Меца.
- В 1661 году был присоединён к Франции.
- Ранее коммуна входила в состав Лотарингии.

## Население
Численность населения коммуны в 2008 году составляла 133 человека, в 2011 году — 139 человек, в 2013 году — 133 человека, а в 2014-м — 132 человека.
| 1962 | 1968 | 1975 | 1982 | 1990 | 1999 | 2006 | 2011 | 2013 | 2014 |
| ---- | ---- | ---- | ---- | ---- | ---- | ---- | ---- | ---- | ---- |
| 92   | 110  | 82   | 85   | 82   | 91   | 124  | 139  | 133  | 132  |

Динамика населения:

## Экономика
В 2010 году из 88 человек трудоспособного возраста (от 15 до 64 лет) 70 были экономически активными, 18 — неактивными (показатель активности 79,5 %, в 1999 году — 75,5 %). Из 70 активных трудоспособных жителей работали 68 человек (40 мужчин и 28 женщин), двое числились безработными (один мужчина и одна женщина). Среди 18 трудоспособных неактивных граждан 3 были учениками либо студентами, 4 — пенсионерами, а ещё 11 — были неактивны в силу других причин.

## Достопримечательности
- Следы древнеримского тракта.
- Церковь Сен-Ком-э-Сен-Дамьян 1860 года.